# Simon Tibor (botanikus)
Simon Tibor (Debrecen, 1926. július 26. – 2020. november 26.) Szily Kálmán-emlékérmes botanikus, biogeográfus, Pro Urbe-díjas nyugalmazott egyetemi tanár. A Természetvédelmi Bizottság tagja volt. A biológiai tudományok kandidátusa (1955), a biológiai tudományok doktora (1972).

## Életpályája
1945-ben érettségizett a Fazekas Mihály Gimnáziumban. Egyetemi tanulmányait a Debreceni Tudományegyetemen végezte el 1945–1950 között; természetrajz-földrajz szakon. 1963–1996 között az Eötvös Loránd Tudományegyetem növényrendszertani és ökológiai tanszékvezetője volt. 1966–1993 között a Botanikai Közlemények folyóirat szerkesztője volt. 1973–1996 között egyetemi tanár volt; rendszertant, növényföldrajz-ökológiát és talajtant adott elő. 1974–2000 között az Acta Botanica Hungarica szerkesztőbizottsági tagja volt. 1976–1988 között a Botanikai Bizottság elnöke, 2002-ig tagja volt. 1988–1997 között a Magyar Tudományos Akadémia-Eötvös Loránd Tudományegyetem Ökológiai Modellező Tanszéki Kutatócsoport vezetője volt. 1994–2000 között a Magyar Tudományos Akadémia közgyűlési képviselője volt. 1995–1998 között a Magyar Biológiai Társaság elnöke volt. 1996-ban nyugdíjba vonult. 1997-től emeritus professzor volt.

## Munkássága
Kutatási területe a csarodai reliktum tőzegmohalápok felfedezése, feldolgozása, erdők, sziklagyepek, havasi gyepek leírása, cönológiai értékelése. Kidolgozta az edényes flóra természetvédelmi értékelését (1988), populációk és társulások ökológiai jelzései értelmezését és a botanikai monitoring értelmezésének gyakorlati módszerét. Tankönyvek, 2 tudományos monográfia, és kb. 200 tudományos publikáció szerzője.

## Családja
Szülei: Simon István és Hriczó Mária voltak. 1952-ben házasságot kötött Wolcsánszky Erzsébettel. Két lányuk született: Ildikó (1953) és Nóra (1958).

## Művei
- Die Walder des nördlichen Alföld (1957)
- Kis növényhatározó (Csapody Verával, 1965)
- Vegetationsuntersuchungen im Zemplener Gebirge (1977)
- A magyarországi edényes flóra határozója (1992; 2000–2002)
- Növényismeret (Seregélyes Tiborral, 1998)

## Díjai
- Vadas Jenő-emlékérem
- ELTE Aranyérme
- Akadémiai Díj (1973)
- Herman Ottó-díj (1985)
- Pro Natura emlékérem (1985)
- Pro Universitate Emlékérem (ELTE) (1991)
- Magyar Felsőoktatásért Emlékplakett (1994)
- Eötvös József-koszorú (1994)
- Gelei József-emlékérem (1994)
- Pázmány Péter Felsőoktatási Díj (1997)
- Tuzson János-emlékérem (2002)
- MTESZ-díj (2003)
- A Magyar Érdemrend lovagkeresztje (2003)
- Szily Kálmán-emlékérem (2009)